# Indian Summer – Eine wilde Woche unter Freunden
Indian Summer – Eine wilde Woche unter Freunden (Original: Indian Summer) ist ein US-amerikanisches Komödien-Drama von Mike Binder aus dem Jahr 1993.

## Handlung
Nachdem die sechs Freunde Jamie, Matthew, Jennifer, Bradley, Kelly, Beth und Jack 1972 einen unvergesslichen Sommer im Ferienlager Camp Tamakwa im Naturschutzpark Algonquin Provincial Park in Ontario, Kanada hatten, werden sie fast 20 Jahre später von Lou Hander erneut eingeladen, dort eine Woche zu verbringen. Vor allem dass Jack Belston erscheint, überrascht die meisten, war er doch einst der einzige Campbesucher, den Lou vorzeitig nach Hause schicken musste. Doch er wird von allen freundlich aufgenommen und darf an dieser Woche teilnehmen, bei der Lou die Regeln bestimmt. Er führt die ganze Gruppe so, wie er einst seine Kinder führte. Nach dem ersten Schwimmtest, der gegen den Willen aller durchgeführt wird, haben alle die Tauglichkeit erhalten, aufs Boot zu dürfen, bei dem sich die Gruppe erst mal näher kommt und sich über ihr Leben unterhält und was aus ihnen allen geworden ist.
Lou erzählt, dass er nach 43 Jahren mit Sommercamps ein letztes Mal mit den damaligen Kindern seiner „goldenen Generation“ seine letzte Woche verbringen will. Er hat festgestellt, dass er den Kontakt zu den Kindern verloren hat, und will das Camp nun schließen. Es entsteht die Idee, dass irgendjemand das Camp übernehmen und Lou als stillen Teilhaber behalten sollte. Doch niemand findet sich wirklich, diese Idee umzusetzen.
Jack erzählt Beth die Geschichte des afroamerikanischen Sam, der einst als Campbetreuer engagiert wurde, aber von Lou wieder nach Hause geschickt wurde. Zwar bezahlte er ihm einen Wochenlohn, aber er war der Meinung, dass es nicht möglich sei einen schwarzen Betreuer im weißen Sommercamp zu haben. Und genau auf diese Geschichte wurde Lou einst von Jack angesprochen, denn Lou predigt immer, dass alle Menschen gleich seien. Aber Jack konnte es nicht verstehen, dass Lou einen Schwarzen so behandelte, weswegen er aus Frust Lous wertvollsten Besitz, den Pokal einer Boxmeisterschaft an der Michigan State University, stahl und bis heute versteckte. Lou erklärt später Jack, dass er ihn niemals aus dem Camp hätte schmeißen sollen und dass er nur einen Tag rückgängig machen würde, nämlich den, an dem er Sam wieder wegen seiner Hautfarbe zurückschickte. Er hätte nicht Gott spielen sollen, sondern Sam seine eigenen Erfahrungen in einem reinen weißen Camp machen sollen.
Jack und Lou schließen darauf ihren Frieden und Lou erhält seinen Pokal zurück. Währenddessen sind sich auch Jack und Beth so nahegekommen, dass sie beschließen, das Camp von Lou zu übernehmen und alleine weiterzuführen.

## Kritik
Der Film erhielt gemischte Kritiken. So zählte die Internetseite Rotten Tomatoes von 19 gewerteten professionellen Kritiken 11 positive, was einem Wert von 58 % entspricht. Auch vom breiten Publikum wurde der Film mit überdurchschnittlichen Reaktionen aufgenommen, denn gleichzeitig werteten 65 % des Publikums den Film positiv. Dies wiederum wird vom Onlinefilmarchiv IMDb, einer weiteren Plattform, auf der normale User ihre Filmkritiken abgeben können, bestätigt, denn dort gaben die User dem Film überdurchschnittliche 6,5 von 10 möglichen Punkten.

„Indian Summer ist ein Mischmasch aus mittelmäßigen Formeln. Obwohl es mehrere gute Comedysequenzen gibt, kann der unausgeglichene Humor die wesentlichen Schwächen der Handlung nicht tarnen. Das Drehbuch, dass auf hohen Maße auf Konflikte setzt, kann uns keine glaubwürdigen Figuren präsentieren.“

„Dies ist eine Geschichte, die mehr an dem Ton und der Stimmung als an großen Wendepunkten interessiert ist. Die vorherrschende Stimmung des Films ist warm und sanft. Es gibt keine wirklich schlechten Menschen oder schrecklichen Geheimnisse.“

„Indian Summer, geschrieben und inszeniert von Mike Binder, ist eine anständig handelnde und extrem milde romantische Komödie, bei der man glaubt, dass man sie bereits gesehen hätte, obwohl man das nicht tat.“

„Ein episodisch angelegter, von guten Darstellern getragener Film, der mal heiter, mal besinnlich das Leben seiner Protagonisten Revue passieren läßt.“

## Hintergrund
Der Film behandelt semibiografisch die Geschichten, die Mike Binder einst in diesem real existierenden „Camp Tamakwa“ erlebte. Sowohl Unca Lou, benannt nach dem echten Unca Lou, der einst das Camp begründete, als auch die beiden Figuren Matt und Brad, die eine kanadische Bekleidungsfirma betreiben, haben reale Vorbilder. Auch der Regisseur Sam Raimi verbrachte einst einen Sommer als Kind in diesem Camp.

## Veröffentlichung
Nachdem der Film seit seinem US-Kinostart am 23. April 1993 etwa 14 Mio. US-Dollar an den Kinokassen einspielte, wurde er in Deutschland am 30. September 1993 direkt auf VHS veröffentlicht.